# Seven Sudamericano Femenino 2011
El Seven Sudamericano Femenino del 2011 fue la séptima edición del torneo y el título fue nuevamente para Brasil que por tercera vez ofició de local.
El evento estuvo organizado en conjunto por la Confederación Sudamericana de Rugby y la Confederação Brasileira de Rugby. Los 20 partidos se disputaron en el Centro Deportivo del Servicio Social de la Industria (SESI) de Bento Gonçalves en Río Grande del Sur y algunos de ellos fueron transmitidos por SporTV

## Equipos participantes
- Selección femenina de rugby 7 de Argentina (Las Pumas)
- Selección femenina de rugby 7 de Brasil (Las Vitória-régia)
- Selección femenina de rugby 7 de Chile (Las Cóndores)
- Selección femenina de rugby 7 de Colombia (Las Tucanes)
- Selección femenina de rugby 7 de Paraguay (Las Yacarés)
- Selección femenina de rugby 7 de Perú (Las Tumis)
- Selección femenina de rugby 7 de Uruguay (Las Teras)
- Selección femenina de rugby 7 de Venezuela (Las Orquídeas)

## Clasificación[5]

### Grupo A

#### Posiciones
| Pos. | Equipo    | Encuentros | Encuentros | Encuentros | Encuentros | Tantos  | Tantos    | Tantos     | Puntos |
| Pos. | Equipo    | jugados    | ganados    | empatados  | perdidos   | a favor | en contra | diferencia | Puntos |
| ---- | --------- | ---------- | ---------- | ---------- | ---------- | ------- | --------- | ---------- | ------ |
| 1    | Brasil    | 3          | 3          | 0          | 0          | 99      | 7         | + 92       | 9      |
| 2    | Argentina | 3          | 2          | 0          | 1          | 82      | 19        | + 63       | 6      |
| 3    | Venezuela | 3          | 1          | 0          | 2          | 17      | 79        | - 62       | 3      |
| 4    | Paraguay  | 3          | 0          | 0          | 3          | 0       | 93        | - 93       | 0      |

Nota: Se otorgan 3 puntos al equipo que gane un partido, 1 al que empate y 0 al que pierda
|  | Clasificados a Semifinales de Oro |

|  | Clasificados a Semifinales de Bronce |

#### Resultados
| 5 de febrero | Argentina | 43 - 0 | Venezuela | cancha del SESI, Bento Gonçalves, Brasil |  |

| 5 de febrero | Brasil | 44 - 0 | Paraguay | cancha del SESI, Bento Gonçalves, Brasil |  |

| 5 de febrero | Argentina | 32 - 0 | Paraguay | cancha del SESI, Bento Gonçalves, Brasil |  |

| 5 de febrero | Brasil | 36 - 0 | Venezuela | cancha del SESI, Bento Gonçalves, Brasil |  |

| 5 de febrero | Venezuela | 17 - 0 | Paraguay | cancha del SESI, Bento Gonçalves, Brasil |  |

| 5 de febrero | Brasil | 19 - 7 | Argentina | cancha del SESI, Bento Gonçalves, Brasil |  |

### Grupo B

#### Posiciones
| Pos. | Equipo   | Encuentros | Encuentros | Encuentros | Encuentros | Tantos  | Tantos    | Tantos     | Puntos |
| Pos. | Equipo   | jugados    | ganados    | empatados  | perdidos   | a favor | en contra | diferencia | Puntos |
| ---- | -------- | ---------- | ---------- | ---------- | ---------- | ------- | --------- | ---------- | ------ |
| 1    | Chile    | 3          | 2          | 1          | 0          | 34      | 17        | + 17       | 7      |
| 2    | Uruguay  | 3          | 2          | 0          | 1          | 55      | 15        | + 40       | 6      |
| 3    | Colombia | 3          | 1          | 1          | 1          | 22      | 34        | - 12       | 4      |
| 4    | Perú     | 3          | 0          | 0          | 3          | 12      | 57        | - 45       | 0      |

Nota: Se otorgan 3 puntos al equipo que gane un partido, 1 al que empate y 0 al que pierda
|  | Clasificados a Semifinales de Oro |

|  | Clasificados a Semifinales de Bronce |

#### Resultados
| 5 de febrero | Uruguay | 5 - 10 | Chile | cancha del SESI, Bento Gonçalves, Brasil |  |

| 5 de febrero | Colombia | 12 - 5 | Perú | cancha del SESI, Bento Gonçalves, Brasil |  |

| 5 de febrero | Uruguay | 26 - 0 | Perú | cancha del SESI, Bento Gonçalves, Brasil |  |

| 5 de febrero | Colombia | 5 - 5 | Chile | cancha del SESI, Bento Gonçalves, Brasil |  |

| 5 de febrero | Chile | 19 - 7 | Perú | cancha del SESI, Bento Gonçalves, Brasil |  |

| 5 de febrero | Colombia | 5 - 24 | Uruguay | cancha del SESI, Bento Gonçalves, Brasil |  |

## Play-off[6]

### Semifinales

#### Semifinales de Bronce
| 6 de febrero | Venezuela | 0 - 31 | Perú | cancha del SESI, Bento Gonçalves, Brasil |  |

| 6 de febrero | Colombia | 31 - 0 | Paraguay | cancha del SESI, Bento Gonçalves, Brasil |  |

#### Semifinales de Oro
| 6 de febrero | Brasil | 5 - 0 | Uruguay | cancha del SESI, Bento Gonçalves, Brasil |  |

| 6 de febrero | Chile | 0 - 19 | Argentina | cancha del SESI, Bento Gonçalves, Brasil |  |

### Finales

#### 7º puesto
| 6 de febrero | Venezuela | 36 - 0 | Paraguay | cancha del SESI, Bento Gonçalves, Brasil |  |

#### Final de Bronce
| 6 de febrero | Perú | 0 - 15 | Colombia | cancha del SESI, Bento Gonçalves, Brasil |  |

#### Final de Plata
| 6 de febrero | Uruguay | 10 - 15 | Chile | cancha del SESI, Bento Gonçalves, Brasil |  |

#### Final de Oro
| 6 de febrero | Brasil | 32 - 5 | Argentina | cancha del SESI, Bento Gonçalves, Brasil |  |

| Bandera de Brasil |
| Campeón Brasil    |
| Séptimo título    |

## Posiciones finales[8]
| Posición | Selección |
| -------- | --------- |
| 1        | Brasil    |
| 2        | Argentina |
| 3        | Chile     |
| 4        | Uruguay   |
| 5        | Colombia  |
| 6        | Perú      |
| 7        | Venezuela |
| 8        | Paraguay  |